# Frank Mangiapane
Francis E. Mangiapane, detto Frank (New York, 21 agosto 1925 – Long Beach, 31 luglio 2005), è stato un cestista statunitense, professionista nella BAA e nella ABL.